# Eugenio Bulygin
Eugenio Bulygin, nacido como Yevgeny Viktorovich Bulygin (ruso: Евгений Викторович Булыгин; 25 de julio de 1931 – 11 de mayo de 2021), fue un jurista y filósofo del derecho ruso-argentino. A lo largo de su carrera, que se desarrolló por más de sesenta años entre la segunda mitad del siglo XX y las primeras décadas del siglo XXI, Bulygin se estableció como una de las figuras centrales en la historia del positivismo jurídico en el mundo.

## Biografía

### Primeros años
Bulygin nació en 1931 en la ciudad de Járkov, en ese momento parte de la Unión Soviética, en el seno de una familia rusa. Hijo único, Bulygin fue educado en su hogar (su madre María era una maestra) hasta los nueve años, cuando fue finalmente inscrito en una escuela pública. Luego de la invasión alemana y la ocupación de Járkov, para escapar de la hambruna en la ciudad, la familia de Bulygin se transladó hacia el oeste, hacia áreas rurales. Cuando el curso de la guerra se volvió claramente contra los alemanes, la familia Bulygin (que no estaba dispuesta a permanecer bajo el gobierno de Stalin, pues un hermano de la abuela de Bulygin había sido arrestado durante la Gran Purga y luego fallecido en los campos de concentración) intentó huir hacia París. Sin embargo, fue detenida por los alemanes y enviada a Austria, donde la familia permaneció en un campo de trabajo hasta el fin de la guerra. Estando allí, Bulygin aprendió alemán, y finalmente fue inscrito en una escuela en Linz en 1946. Sin embargo, preocupada por la proximidad de las fuerzas soviéticas durante la ocupación aliada de Austria, en 1949 la familia Bulygin decidió mudarse una vez más, esta vez hacia Argentina.

### Años universitarios
Al llegar a Argentina, Bulygin comenzó a aprender castellano asistiendo a clubes de ajedrez, juego que él jugaba con un buen nivel durante su juventud, y que no requería tantos esfuerzos comunicativos como otras formas de socialización. Desafortunadamente, sus estudios en Austria no fueron reconocidos por las autoridades locales. Ante este inconveniente, y empujado por su familia a matricularse en la universidad, Bulygin se vio obligado a aprobar los exámenes correspondientes a los cinco años de bachillerato en el lapso de dos años y medio, logrando finalmente ingresar en la Facultad de Derecho de la Universidad de Buenos Aires (UBA) en 1953.
En el marco de sus estudios en la universidad, Bulygin quedó fascinado por las clases de Ambrosio Gioja, que dirigía el Instituto de Filosofía del Derecho (hoy conocido como "Instituto Ambrosio Gioja") de la UBA y que introdujo al joven Bulygin a la obra de Hans Kelsen. En 1956, conoció y entabló amistad con Carlos Alchourrón, un compañero de estudios, que se convertiría en su estrecho colaborador durante los cuarenta años siguientes, hasta el final de la vida de Alchourrón en 1996.
En 1958, Bulygin se graduó como abogado y comenzó a dar clases en la UBA. Al mismo tiempo, llevó adelante sus estudios de doctorado, que finalizó en 1963. Su tesis doctoral se tituló "Validez y eficacia del derecho", y fue calificada por el Tribunal Examinador (compuesto por Ambrosio Gioja, Genaro Carrió y Remon Entelman) como "sobresaliente" y recomendada al premio "Facultad".

### Años europeos
Poco después de doctorarse, Bulygin obtuvo una beca de la Fundación Humboldt para estudiar en Alemania Occidental. Entre 1963 y 1964, estudió en Colonia con Ulrich Klug y en Bonn con Hans Welzel. Poco después de regresar de Alemania, entre 1968 y 1969, Bulygin se trasladó al Reino Unido con otra beca (esta vez, del British Council), para trabajar bajo la supervisión de H.L.A. Hart en la Universidad de Oxford. Durante su estancia en Oxford, estrechó su amistad con Georg Henrik von Wright, a quien había conocido en 1968 cuando von Wright visitó la Universidad de Buenos Aires, y también entabló amistad con Arthur Prior, J.L. Mackie y P.F. Strawson.

### Vuelta a la Argentina
En 1970, Bulygin regresó definitivamente a Argentina y ese mismo año fue nombrado profesor de Filosofía del Derecho en la Universidad de Buenos Aires, cargo que también ocupó (simultáneamente) en la Universidad de La Plata hasta 1980. Poco después, dada la oposición de la dictadura militar del momento (1966-1973) a sus investigaciones dentro de la universidad, y buscando un marco institucional para promover la investigación filosófica, Bulygin y un puñado de colegas (algunos de los cuales también habían estudiado en Oxford), fundaron en 1972 la Sociedad Argentina de Análisis Filosófico (SADAF).
En 1966, junto con Carlos Alchourrón, fundó el Seminario Permanente de Lógica y Filosofía del Derecho en la Facultad de Derecho de la Universidad de Buenos Aires, el cual en 2016 cumplió cincuenta años de funcionamiento ininterrumpido y sigue en actividad al día de hoy. En el seminario, han participado una multiplicidad de figuras destacadas del ámbito como Roberto Vernengo, Ricardo Caracciolo, María Eugenia Urquijo, María Isabel Azaretto, Eduardo Rabossi, Pablo Navarro, Jorge Rodríguez, Cristina Redondo, Claudina Orunesu, Jan Sieckmann, Alexander Peczenik, Ernesto Garzón Valdés, Lars Lindahl, Ota Weinberger, David Makinson y Stanley Paulson, entre otros. 
Con la vuelta de la democracia a Argentina, en 1984 Raúl Alfonsín nombró a Bulygin decano normalizador de la Facultad de Derecho de la Universidad de Buenos Aires, encomendándole el proceso de "normalización" de la facultad tras la última dictadura militar (1976-1983).
Además de su labor en la Universidad de Buenos Aires, fue juez de la Cámara de Apelaciones en lo Civil entre 1986 y 2001.
En 1997, Bulygin se convirtió en profesor emérito de la Universidad de Buenos Aires, y en 1999 fue elegido presidente de la Asociación Internacional de Filosofía del Derecho y Filosofía Social (IVR), cargo que ocupó hasta 2003. Desde 2007 hasta su fallecimiento, ocupó el cargo de presidente honorario de la IVR.
Eugenio Bulygin falleció el 11 de mayo de 2021 como consecuencia de una infección por COVID-19.

## Actividad docente y de investigación
Además de su actividad docente principal en la Facultad de Derecho de la Universidad de Buenos Aires, Bulygin desarrolló su carrera docente y de investigador en diferentes universidades en distintas partes del mundo. Aquí se ofrece un resumen.

### Docencia en la Universidad de Buenos Aires
- 1956-1958: Ayudante alumno - cátedra de Filosofía del Derecho de Ambrosio Gioja, Facultad de Derecho.
- 1958-1959: Ayudante de segunda - cátedra de Filosofía del Derecho de Ambrosio Gioja, Facultad de Derecho.
- 1960: Ayudante de primera - cátedra de Filosofía del Derecho de Ambrosio Gioja, Facultad de Derecho.
- 1963: Jefe de Trabajos Prácticos - cátedra de Filosofía del Derecho de Ambrosio Gioja, Facultad de Derecho.
- 1960-1971: Profesor adjunto interino de Filosofía del Derecho - cátedra de Filosofía del Derecho de Ambrosio Gioja, Facultad de Derecho.
- 1958-1960: Ayudante de cátedra, curso "Filosofía e Historia de Ideas" - cátedra de León Dujovne, Facultad de Derecho.
- 1959-1967: Subencargado de curso en la cátedra de Carlos Alchourrón, Facultad de Derecho.
- 1959-1960: Jefe de Trabajos Prácticos - cátedra de Lógica y Metodología de la Ciencia de Carlos Alchourrón, Facultad de Arquitectura y Urbanismo.
- 1967-1973: Profesor encargado - cátedra de Filosofía e Historia de Ideas Filosóficas, Facultad de Derecho.
- 1971-1983: Profesor Asociado ordinario, curso "Introducción al Derecho", Facultad de Derecho.
- 1983-1986: Profesor Adjunto, curso "Introducción al Derecho", Facultad de Derecho.
- 1986-1991: Profesor Titular (catedrático) de Filosofía del Derecho, Facultad de Derecho.
- 1991-1997: Profesor Titular plenario, de Filosofía del Derecho, Facultad de Derecho.
- 1997: Profesor Emérito de la Universidad de Buenos Aires.

### Docencia en otras universidades argentinas

#### 1.Universidad Nacional de La Plata
- 1965-1968: Profesor Adjunto interino de Introducción al Derecho - cátedra de Julio Cueto Rúa
- 1968-1970: Profesor Titular interino de Introducción al Derecho
- 1970-1980: Profesor Titular ordinario de Introducción al Derecho

#### 2.Universidad del Museo Social Argentino
- 1974-1976: Profesor Titular de Teoría General del Derecho

#### 3.Universidad Centro de Altos Estudios de Ciencias Exactas(CAECE)
- 1978-1979: Profesor Titular de Filosofía.

#### 4.Universidad Torcuato Di Tella
- 2004-2010: Profesor Titular de Lógica y Derecho

### Consejo Nacional de Investigaciones Científicas y Técnicas (CONICET)
- 1979-1983 Investigador Independiente
- 1983-1986: Investigador Principal

### Profesor visitante
- 1972: Universidad Nacional Autónoma de México (UNAM)
- 1978: Universidad de Carabobo, Valencia, Venezuela
- 1985: Universidad de Tel Aviv, Israel
- 1986: Academia de Derecho Internacional de La Haya, Holanda
- 1988: Universidad Nacional Autónoma de México (UNAM)
- 1990: Universidad Autónoma de Barcelona, España
- 1990: Centro de Estudios Superiores de Girona, España
- 1991: Universidad Pompeu Fabra, Barcelona, España
- 1991: Universidad Católica de Asunción del Paraguay
- 1991: Instituto Tecnológico Autónomo de México (ITAM)
- 1992: Universidad Pompeu Fabra, Barcelona, España
- 2000: Universitá degli Studi di Génova, Italia
- 2002: Universidad de Temuco, Chile
- 2004: Universidad de Sao Paulo, Brasil
- 2009: Suprema Corte de México
- 2014: Instituto Tecnológico Autónomo de México (ITAM).

## Vida personal
Bulygin estaba casado con Elvira, con quien tuvo varios hijos. Fue cuñado del también filósofo jurídico argentino Ernesto Garzón Valdés, que fue agregado cultural de la embajada argentina en Bonn durante la estancia de Bulygin en Alemania. Entabló largas y profundas amistades con filósofos del derecho de todo el mundo, entre ellos su frecuente colaborador Carlos Alchourrón, sus ya mencionados conocidos de Oxford Georg Henrik von Wright, Arthur Prior, J. L. Mackie y P. F. Strawson, así como Ronald Dworkin, a quien también conoció en Oxford y que describió a Bulygin como "the wonderful Russian".
Además de su lengua materna, el ruso, y de su primera lengua "adoptiva", el castellano, Bulygin dominaba el alemán, el inglés y el italiano, y tenía conocimientos de francés.

## Premios, becas y distinciones
Aquí puede encontrarse la lista de premios, becas y distinciones recibidas por Bulygin:
- 1960-1961: Beca interna de la Universidad de Buenos Aires para realizar una investigación sobre el tema “Derecho y Poder”
- 1963-1964: Beca de investigación para investigadores formados, otorgada por la Fundación Alexander von Humboldt.
- 1968-1969: Beca para investigadores (fellowship) del Consejo Británico de Relaciones Culturales.
- 1974: Miembro honorífico de la Sociedad Peruana de Filosofía.
- 1971-1972: Invitación especial de la Fundación Alexander von Humboldt para realizar un trabajo de investigación en la Universidad de Bonn (Alemania).
- 1975: Guggenheim Fellowship (1975)[2][14]
- 1975: Invitación de la Fundación Alexander von Humboldt para visitar las universidades de Bonn (Prof. Armin Kaufmann), Berlín (Prof. Roland Posner) y Karlsruhe (Prof. Hans Lenk).
- 1977: Beca de investigación del Instituto Di Tella (Buenos Aires) para realizar una investigación sobre el concepto de existencia de las normas sociales.
- 1979: Incorporación honorífica al instituto de Derecho Penal de la Facultad de Ciencias Jurídicas y Sociales de la Universidad Nacional de La Plata.
- 1980: Invitación de la Fundación Alexander von Humboldt para visitar las universidades de Bonn, Friburgo y Múnich.
- 1983: Invitación de la Fundación Alexander von Humboldt para visitar las universidades de Bonn, Münster y Frankfurt.
- 1984: Elegido miembro titular del Institut International de Philosophie (París) .
- 1986: Premio Konex: Teoría y Filosofía del Derecho[12]
- 1987: Invitación de la Fundación Alexander von Humboldt para visitar las universidades de Münster y Bonn.
- 1991: Invitación de la Fundación Alexander von Humboldt para participar en el Congreso Mundial de Filosofía Jurídica y Social de Göttingen.
- 1992: Miembro correspondiente del Instituto Hans Kelsen de Viena.
- 1995: Socio honorario de la Sociedad Chilena de Filosofía Jurídica y Social.
- 1996: Humboldt Prize[5]
- 2007: Presidente Honorario de la International Association for the Philosophy of Law and Social Philosophy[5]
- 2014: Declarado Personalidad Destacada en Ciencias Jurídicas por la Legislatura de la Ciudad Autónoma de Buenos Aires.[15]
- 2016: Premio Konex de Platino: Teoría y Filosofía del Derecho[12]
- 2016: Gran Oficial de la Orden de la Libertad, Portugal[16]
- Doctorados honoris causa:[13]
  - 2007: Universidad Nacional del Sur[17]
  - 2008: Universidad de Alicante[18]
  - 2011: Universidad Pompeu Fabra (junto con Ernesto Garzón Valdés)[19]
  - 2018: Universidad Nacional de Córdoba[20]

## Obras de Eugenio Bulygin
Bulygin publicó (solo o en coautoría) más de una docena de libros y más de cien artículos científicos en diferentes idiomas. Entre sus obras más notables, se encuentran las siguientes:
1. Libros principales
- Sistemas Normativos (1975[2012]) [con Carlos Alchourrón] | ISBN: 9789505089895
- Sobre la existencia de las normas jurídicas (1980[2011]) [con Carlos Alchourrón] | ISBN: 9786077971337
- Análisis lógico y derecho (1991[2021]) [con Carlos Alchourrón] | ISBN: 9788413640013
- El positivismo jurídico (2006) | ISBN: 9786077360254
- Derecho y Lógica (2015) | 9786077361923
- Lógica deóntica, normas y proposiciones normativas (2018) | ISBN: 9788491234678

2. Artículos
- ”Naturaleza jurídica de la letra de cambio” (1961)
- “El concepto de vigencia en Alf Ross” (1963)
- “Sentencia judicial y creación del derecho” (1966)
- “Sobre el concepto de orden jurídico” (1976) [con Carlos Alchourrón]
- “The expressive conception of norms” (1981) [con Carlos Alchourrón]
- “Time and validity” (1982)
- “Conocimiento normativo y verdad” (1982) [con Carlos Alchourrón]
- “On Norms of Competence” (1988)
- “Algunas consideraciones sobre los sistemas jurídicos” (1991)
- “Limits of logic and legal reasoning” (1992) [con Carlos Alchourrón]
- “Cognition and Interpretation of Law” (1995)

3. Libros que recogen sus principales debates
- La pretensión de corrección del derecho. La polémica sobre la relación entre derecho y moral, debate con Robert Alexy (2001[2023]) | ISBN: 9789587909173
- Validez y eficacia del derecho, debate con Hans Kelsen y Robert Walter (2005) | ISBN: 9789505086788
- Las lagunas en el derecho, debate con Fernando Atria, Pablo Navarro, Juan Ruiz Manero, Jorge Rodríguez y José Juan Moreso (2005) | ISBN: 9788497682046
- Una discusión sobre la teoría jurídica, debate con Joseph Raz y Robert Alexy (2007) | ISBN: 9788497683944
- Un diálogo con la teoría del derecho de Eugenio Bulygin, en el cual dialogó con una larga serie de quienes estudiaron su obra - entre ellos, Francisco Laporta, Manuel Atienza, Riccardo Guastini, Tecla Mazzarese, Daniel Mendonca, Juan Ruiz Manero, Jorge Rodríguez, Pierluigi Chiassoni, Daniel González Lagier, Cristina Redondo, Josep Aguiló Regla, Juan Carlos Bayón y Giovanni Battista Ratti (2007) | ISBN: 9788497684415
- Problemas lógicos en la teoría y práctica del derecho, debate con Manuel Atienza y Juan Carlos Bayón (2009) | ISBN: 9786077921998